# 德米特里·弗拉基米罗维奇·萨韦利耶夫
德米特里·弗拉基米罗维奇·萨韦利耶夫（羅馬化：Dmitriy Vladimirovich Savel'yev；1968年8月3日—）是俄罗斯政治人物，第三届、第四届、第五届和第六届国家杜马的代表。
萨韦利耶夫曾参加过苏阿战争。此后，他担任卢克石油公司乌法分行总经理。1996年至1997年，他担任挪威石油开放股份公司副总裁。1998年3月29日，他当选第二届下诺夫哥罗德州立法议会代表。1998年至1999年，他担任石油运输公司总裁。 1999年，他当选为下诺夫哥罗德州选区第三届国家杜马代表。2003年、2007年、2011年分别第四次、第五次、第六次连任。2016年，他成为图拉州联邦委员会议员。
2021年，萨维利耶夫在《福布斯》俄罗斯公务员最富有排行榜上排名第38位。与2020年的类似排名相比，他上升了47位，当时他排名第85位。

## 制裁
萨韦利耶夫于2022年因俄乌战争而受到英国政府制裁。